# تیرون کوربین
تیرون کوربین (انگلیسی: Tyrone Corbin؛ زادهٔ ۳۱ دسامبر ۱۹۶۲) بازیکن بسکتبال اهل ایالات متحده آمریکا است.
از باشگاه‌هایی که در آن بازی کرده‌است می‌توان به ساکرامنتو کینگز، میامی هیت، سن آنتونیو اسپرز، یوتا جاز، فینیکس سانز، مینه‌سوتا تیمبرولوز، کلیولند کاوالیرز، تورنتو رپترز، و آتلانتا هاوکس اشاره کرد.